# Pietre d'inciampo in Italia

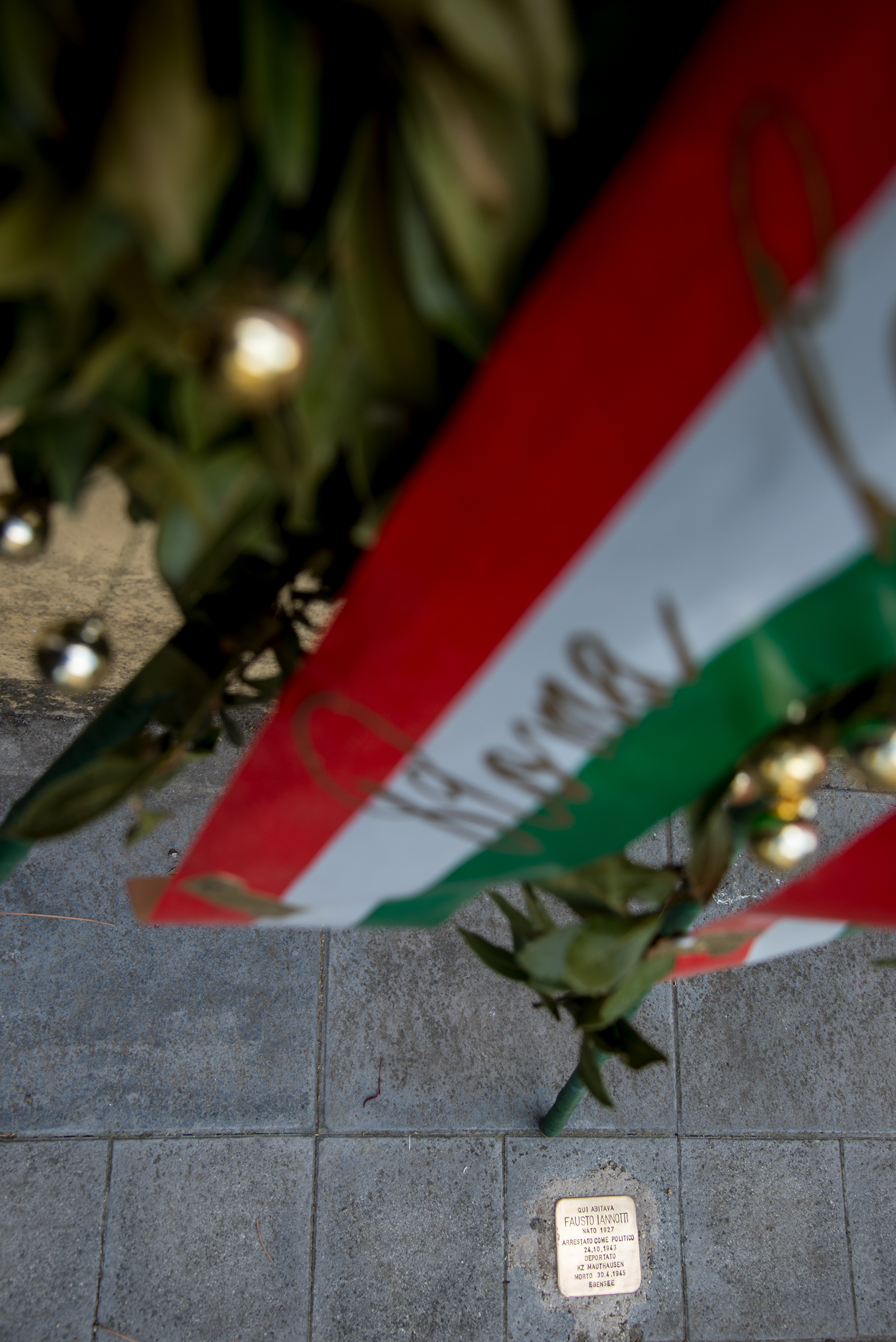
Pietra d'inciampo a Roma

Le pietre d'inciampo (in tedesco Stolpersteine) sono un'iniziativa dell'artista tedesco Gunter Demnig per depositare nel tessuto urbanistico e sociale delle città europee una memoria diffusa dei cittadini deportati nei campi di sterminio nazisti. Tale progetto ha avuto inizio nel 1992 e consiste nell'incorporare nel selciato stradale delle città, davanti alle ultime abitazioni delle vittime di deportazioni, dei blocchi in pietra ricoperti da una piastra di ottone posta sulla faccia superiore.

## Posizione delle pietre d'inciampo
In Italia le pietre d'inciampo posate e censite sono le seguenti.:
| Regione                     | Provincia o città metropolitana | Comune                             | Pietre d'inciampo | Pietre d'inciampo | Pietre d'inciampo | Pietre d'inciampo  |
| Regione                     | Provincia o città metropolitana | Comune                             | Prima posa        | Numero            | Ultima posa       | Immagini correlate |
| --------------------------- | ------------------------------- | ---------------------------------- | ----------------- | ----------------- | ----------------- | ------------------ |
| Abruzzo                     | Chieti                          | Casoli                             | 27 gennaio 2022   | 7                 | 27 gennaio 2022   |                    |
| Abruzzo                     | Chieti                          | Castel Frentano                    | 7 gennaio 2020    | 5                 | 7 gennaio 2020    |                    |
| Abruzzo                     | Chieti                          | Chieti                             | 12 gennaio 2016   | 1                 | 12 gennaio 2016   |                    |
| Abruzzo                     | Chieti                          | Lanciano                           | 16 gennaio 2019   | 4                 | 16 gennaio 2019   |                    |
| Abruzzo                     | L'Aquila                        | L'Aquila                           | 12 gennaio 2012   | 3                 | 24 aprile 2021    |                    |
| Abruzzo                     | Pescara                         | Pianella                           | 31 marzo 2023     | 2                 | 31 marzo 2023     |                    |
| Abruzzo                     | Teramo                          | Controguerra                       | 26 gennaio 2025   | 1                 | 26 gennaio 2025   |                    |
| Abruzzo                     | Teramo                          | Corropoli                          | 28 gennaio 2025   | 2                 | 28 gennaio 2025   |                    |
| Abruzzo                     | Teramo                          | Giulianova                         | 21 gennaio 2022   | 6                 | 11 ottobre 2024   |                    |
| Abruzzo                     | Teramo                          | Roseto degli Abruzzi               | 4 febbraio 2025   | 1                 | 4 febbraio 2025   |                    |
| Abruzzo                     | Teramo                          | Teramo                             | 12 gennaio 2016   | 5                 | 25 aprile 2025    |                    |
| Calabria                    | Catanzaro                       | Girifalco                          | 27 gennaio 2024   | 1                 | 27 gennaio 2024   |                    |
| Calabria                    | Cosenza                         | Castrovillari                      | 23 marzo 2025     | 3                 | 24 marzo 2025     |                    |
| Calabria                    | Vibo Valentia                   | Limbadi                            | 31 gennaio 2024   | 1                 | 31 gennaio 2024   |                    |
| Campania                    | Napoli                          | Napoli                             | 7 gennaio 2020    | 13                | 2 febbraio 2021   |                    |
| Emilia-Romagna              | Bologna                         | Bologna                            | 10 gennaio 2020   | 15                | 10 gennaio 2020   |                    |
| Emilia-Romagna              | Bologna                         | Casalecchio di Reno                | 12 gennaio 2018   | 2                 | 12 gennaio 2018   |                    |
| Emilia-Romagna              | Bologna                         | Imola                              | 15 gennaio 2025   | 6                 | 15 gennaio 2025   |                    |
| Emilia-Romagna              | Bologna                         | Medicina                           | 15 gennaio 2025   | 1                 | 15 gennaio 2025   |                    |
| Emilia-Romagna              | Ferrara                         | Ferrara                            | 16 gennaio 2025   | 15                | 16 gennaio 2025   |                    |
| Emilia-Romagna              | Forlì-Cesena                    | Cesena                             | 19 gennaio 2022   | 9                 | 25 gennaio 2022   |                    |
| Emilia-Romagna              | Forlì-Cesena                    | Forlì                              | 25 gennaio 2022   | 15                | 24 aprile 2025    |                    |
| Emilia-Romagna              | Modena                          | Finale Emilia                      | 27 gennaio 2019   | 2                 | 27 gennaio 2019   |                    |
| Emilia-Romagna              | Modena                          | Mirandola                          | 16 gennaio 2019   | 1                 | 16 gennaio 2019   |                    |
| Emilia-Romagna              | Modena                          | Vignola                            | 27 gennaio 2021   | 1                 | 27 gennaio 2021   |                    |
| Emilia-Romagna              | Parma                           | Bedonia                            | 26 gennaio 2022   | 8                 | 26 gennaio 2022   |                    |
| Emilia-Romagna              | Parma                           | Borgotaro                          | 26 gennaio 2022   | 3                 | 26 gennaio 2022   |                    |
| Emilia-Romagna              | Parma                           | Busseto                            | 24 gennaio 2022   | 2                 | 24 gennaio 2022   |                    |
| Emilia-Romagna              | Parma                           | Calestano                          | 8 febbraio 2023   | 4                 | 8 febbraio 2023   |                    |
| Emilia-Romagna              | Parma                           | Collecchio                         | 26 gennaio 2021   | 2                 | 26 gennaio 2021   |                    |
| Emilia-Romagna              | Parma                           | Colorno                            | 23 gennaio 2021   | 2                 | 23 gennaio 2021   |                    |
| Emilia-Romagna              | Parma                           | Fidenza                            | 11 gennaio 2020   | 6                 | 23 gennaio 2021   |                    |
| Emilia-Romagna              | Parma                           | Fontanellato                       | 26 gennaio 2021   | 3                 | 13 febbraio 2025  |                    |
| Emilia-Romagna              | Parma                           | Langhirano                         | 11 gennaio 2020   | 5                 | 12 gennaio 2020   |                    |
| Emilia-Romagna              | Parma                           | Montechiarugolo                    | 4 febbraio 2024   | 3                 | 4 febbraio 2024   |                    |
| Emilia-Romagna              | Parma                           | Parma                              | 16 gennaio 2017   | 56                | 27 gennaio 2025   |                    |
| Emilia-Romagna              | Parma                           | Sala Baganza                       | 25 gennaio 2023   | 1                 | 25 gennaio 2023   |                    |
| Emilia-Romagna              | Parma                           | Salsomaggiore Terme                | 24 gennaio 2022   | 3                 | 24 gennaio 2022   |                    |
| Emilia-Romagna              | Parma                           | San Secondo Parmense               | 25 gennaio 2022   | 3                 | 25 gennaio 2022   |                    |
| Emilia-Romagna              | Parma                           | Sissa Trecasali                    | 23 gennaio 2021   | 3                 | 23 gennaio 2021   |                    |
| Emilia-Romagna              | Parma                           | Soragna                            | 28 gennaio 2022   | 2                 | 28 gennaio 2022   |                    |
| Emilia-Romagna              | Parma                           | Sorbolo Mezzani                    | 10 gennaio 2020   | 12                | 3 febbraio 2024   |                    |
| Emilia-Romagna              | Parma                           | Tizzano Val Parma                  | 7 gennaio 2023    | 9                 | 31 gennaio 2024   |                    |
| Emilia-Romagna              | Parma                           | Traversetolo                       | 24 gennaio 2023   | 2                 | 24 gennaio 2023   |                    |
| Emilia-Romagna              | Piacenza                        | Borgonovo Val Tidone               | 23 aprile 2022    | 1                 | 23 aprile 2022    |                    |
| Emilia-Romagna              | Piacenza                        | Carpaneto Piacentino               | 2 febbraio 2020   | 4                 | 27 gennaio 2024   |                    |
| Emilia-Romagna              | Piacenza                        | Castel San Giovanni                | 20 gennaio 2019   | 1                 | 20 gennaio 2019   |                    |
| Emilia-Romagna              | Piacenza                        | Piacenza                           | 14 ottobre 2022   | 3                 | 20 dicembre 2024  |                    |
| Emilia-Romagna              | Ravenna                         | Conselice                          | 27 gennaio 2025   | 7                 | 27 gennaio 2025   |                    |
| Emilia-Romagna              | Ravenna                         | Faenza                             | 11 gennaio 2018   | 1                 | 11 gennaio 2018   |                    |
| Emilia-Romagna              | Ravenna                         | Lugo                               | 28 gennaio 2024   | 1                 | 28 gennaio 2024   |                    |
| Emilia-Romagna              | Ravenna                         | Ravenna                            | 13 gennaio 2013   | 1                 | 13 gennaio 2013   |                    |
| Emilia-Romagna              | Ravenna                         | Riolo Terme                        | 26 gennaio 2025   | 6                 | 26 gennaio 2025   |                    |
| Emilia-Romagna              | Reggio Emilia                   | Bagnolo in Piano                   | 3 giugno 2021     | 6                 | 25 gennaio 2025   |                    |
| Emilia-Romagna              | Reggio Emilia                   | Baiso                              | 2 giugno 2021     | 4                 | 30 aprile 2022    |                    |
| Emilia-Romagna              | Reggio Emilia                   | Bibbiano                           | 29 aprile 2022    | 4                 | 20 gennaio 2025   |                    |
| Emilia-Romagna              | Reggio Emilia                   | Cadelbosco di Sopra                | 15 gennaio 2017   | 2                 | 23 gennaio 2024   |                    |
| Emilia-Romagna              | Reggio Emilia                   | Casalgrande                        | 29 gennaio 2025   | 1                 | 29 gennaio 2025   |                    |
| Emilia-Romagna              | Reggio Emilia                   | Casina                             | 24 gennaio 2025   | 2                 | 24 gennaio 2025   |                    |
| Emilia-Romagna              | Reggio Emilia                   | Castelnovo ne' Monti               | 13 gennaio 2016   | 9                 | 15 gennaio 2017   |                    |
| Emilia-Romagna              | Reggio Emilia                   | Cavriago                           | 19 gennaio 2019   | 5                 | 19 gennaio 2019   |                    |
| Emilia-Romagna              | Reggio Emilia                   | Correggio                          | 9 gennaio 2015    | 6                 | 30 gennaio 2025   |                    |
| Emilia-Romagna              | Reggio Emilia                   | Gualtieri                          | 23 aprile 2022    | 4                 | 21 gennaio 2025   |                    |
| Emilia-Romagna              | Reggio Emilia                   | Guastalla                          | 15 gennaio 2017   | 9                 | 21 gennaio 2025   |                    |
| Emilia-Romagna              | Reggio Emilia                   | Montecchio Emilia                  | 19 gennaio 2024   | 4                 | 20 gennaio 2025   |                    |
| Emilia-Romagna              | Reggio Emilia                   | Novellara                          | 22 gennaio 2020   | 8                 | 27 gennaio 2022   |                    |
| Emilia-Romagna              | Reggio Emilia                   | Poviglio                           | 25 gennaio 2024   | 2                 | 22 gennaio 2025   |                    |
| Emilia-Romagna              | Reggio Emilia                   | Quattro Castella                   | 22 gennaio 2024   | 2                 | 24 gennaio 2025   |                    |
| Emilia-Romagna              | Reggio Emilia                   | Reggio Emilia                      | 9 gennaio 2015    | 22                | 19 gennaio 2024   |                    |
| Emilia-Romagna              | Reggio Emilia                   | Rolo                               | 2 febbraio 2024   | 2                 | 2 febbraio 2024   |                    |
| Emilia-Romagna              | Reggio Emilia                   | Rio Saliceto                       | 20 aprile 2022    | 6                 | 27 gennaio 2025   |                    |
| Emilia-Romagna              | Reggio Emilia                   | Rubiera                            | 20 aprile 2022    | 3                 | 27 aprile 2024    |                    |
| Emilia-Romagna              | Reggio Emilia                   | Sant'Ilario d'Enza                 | 13 gennaio 2018   | 8                 | 18 gennaio 2019   |                    |
| Emilia-Romagna              | Reggio Emilia                   | Scandiano                          | 30 aprile 2022    | 6                 | 25 gennaio 2025   |                    |
| Emilia-Romagna              | Reggio Emilia                   | Toano                              | 12 gennaio 2018   | 8                 | 28 gennaio 2025   |                    |
| Emilia-Romagna              | Reggio Emilia                   | Vetto                              | 31 gennaio 2024   | 1                 | 31 gennaio 2024   |                    |
| Emilia-Romagna              | Reggio Emilia                   | Villa Minozzo                      | 20 gennaio 2020   | 9                 | 4 maggio 2022     |                    |
| Emilia-Romagna              | Rimini                          | Rimini                             | 23 aprile 2025    | 1                 | 23 aprile 2025    |                    |
| Friuli Venezia Giulia       | Gorizia                         | Cormons                            | 21 gennaio 2017   | 1                 | 21 gennaio 2017   |                    |
| Friuli Venezia Giulia       | Gorizia                         | Doberdò del Lago                   | 23 gennaio 2018   | 14                | 27 gennaio 2022   |                    |
| Friuli Venezia Giulia       | Gorizia                         | Fogliano Redipuglia                | 20 gennaio 2020   | 9                 | 27 gennaio 2025   |                    |
| Friuli Venezia Giulia       | Gorizia                         | Gorizia                            | 20 gennaio 2016   | 27                | 23 novembre 2021  |                    |
| Friuli Venezia Giulia       | Gorizia                         | Gradisca d'Isonzo                  | 27 gennaio 2022   | 6                 | 25 aprile 2025    |                    |
| Friuli Venezia Giulia       | Gorizia                         | Romans d'Isonzo                    | 1° febbraio 2025  | 3                 | 1° febbraio 2025  |                    |
| Friuli Venezia Giulia       | Gorizia                         | Ronchi dei Legionari               | 28 gennaio 2019   | 38                | 24 maggio 2025    |                    |
| Friuli Venezia Giulia       | Gorizia                         | Sagrado                            | 27 gennaio 2022   | 6                 | 28 gennaio 2023   |                    |
| Friuli Venezia Giulia       | Gorizia                         | Savogna d'Isonzo                   | 26 gennaio 2022   | 4                 | 26 gennaio 2023   |                    |
| Friuli Venezia Giulia       | Gorizia                         | Turriaco                           | 25 aprile 2021    | 3                 | 25 aprile 2021    |                    |
| Friuli Venezia Giulia       | Pordenone                       | Azzano Decimo                      | 25 gennaio 2025   | 3                 | 27 gennaio 2025   |                    |
| Friuli Venezia Giulia       | Pordenone                       | Budoia                             | 23 gennaio 2021   | 7                 | 24 gennaio 2025   |                    |
| Friuli Venezia Giulia       | Pordenone                       | Caneva                             | 21 gennaio 2021   | 10                | 25 gennaio 2025   |                    |
| Friuli Venezia Giulia       | Pordenone                       | Cordenons                          | 30 gennaio 2025   | 4                 | 30 gennaio 2025   |                    |
| Friuli Venezia Giulia       | Pordenone                       | Fontanafredda                      | 28 gennaio 2023   | 1                 | 28 gennaio 2023   |                    |
| Friuli Venezia Giulia       | Pordenone                       | Maniago                            | 27 gennaio 2022   | 5                 | 28 gennaio 2024   |                    |
| Friuli Venezia Giulia       | Pordenone                       | Maron di Brugnera                  | 27 gennaio 2023   | 3                 | 27 gennaio 2024   |                    |
| Friuli Venezia Giulia       | Pordenone                       | Polcenigo                          | 23 gennaio 2021   | 1                 | 23 gennaio 2021   |                    |
| Friuli Venezia Giulia       | Pordenone                       | Porcia                             | 31 gennaio 2025   | 4                 | 31 gennaio 2025   |                    |
| Friuli Venezia Giulia       | Pordenone                       | Pordenone                          | 18 gennaio 2020   | 29                | 23 gennaio 2025   |                    |
| Friuli Venezia Giulia       | Pordenone                       | Prata di Pordenone                 | 25 gennaio 2023   | 3                 | 25 gennaio 2023   |                    |
| Friuli Venezia Giulia       | Pordenone                       | Sacile                             | 29 gennaio 2022   | 4                 | 30 gennaio 2024   |                    |
| Friuli Venezia Giulia       | Pordenone                       | San Vito al Tagliamento            | 27 gennaio 2024   | 12                | 12 aprile 2025    |                    |
| Friuli Venezia Giulia       | Trieste                         | Duino-Aurisina / Devin - Nabrežina | 27 gennaio 2023   | 13                | 27 gennaio 2023   |                    |
| Friuli Venezia Giulia       | Trieste                         | Muggia                             | 27 gennaio 2022   | 4                 | 27 gennaio 2022   |                    |
| Friuli Venezia Giulia       | Trieste                         | San Dorligo della Valle / Dolina   | 30 gennaio 2021   | 5                 | 29 settembre 2024 |                    |
| Friuli Venezia Giulia       | Trieste                         | Trieste                            | 23 gennaio 2018   | 157               | 19 gennaio 2025   |                    |
| Friuli Venezia Giulia       | Udine                           | Udine                              | 19 gennaio 2020   | 37                | 28 gennaio 2025   |                    |
| Friuli Venezia Giulia       | Udine                           | Buja                               | 26 gennaio 2025   | 6                 | 26 gennaio 2025   |                    |
| Friuli Venezia Giulia       | Udine                           | Campoformido                       | 29 gennaio 2024   | 1                 | 29 gennaio 2024   |                    |
| Friuli Venezia Giulia       | Udine                           | Cervignano del Friuli              | 27 gennaio 2024   | 3                 | 27 gennaio 2024   |                    |
| Friuli Venezia Giulia       | Udine                           | Forni Avoltri                      | 5 maggio 2025     | 11                | 5 maggio 2025     |                    |
| Friuli Venezia Giulia       | Udine                           | Marano Lagunare                    | 29 gennaio 2022   | 1                 | 29 gennaio 2022   |                    |
| Friuli Venezia Giulia       | Udine                           | Pasian di Prato                    | 27 gennaio 2024   | 3                 | 27 gennaio 2024   |                    |
| Friuli Venezia Giulia       | Udine                           | Tavagnacco                         | 2 giugno 2023     | 3                 | 2 giugno 2023     |                    |
| Lazio                       | Roma                            | Roma                               | 28 gennaio 2010   | 479               | 21 febbraio 2025  |                    |
| Lazio                       | Rieti                           | Rieti                              | 26 gennaio 2024   | 2                 | 26 gennaio 2024   |                    |
| Lazio                       | Viterbo                         | Viterbo                            | 8 gennaio 2015    | 3                 | 8 gennaio 2015    |                    |
| Liguria                     | Genova                          | Genova                             | 27 gennaio 2012   | 26                | 21 marzo 2025     |                    |
| Liguria                     | Genova                          | Ronco Scrivia                      | 12 gennaio 2020   | 1                 | 12 gennaio 2020   |                    |
| Liguria                     | Imperia                         | Bordighera                         | 29 aprile 2025    | 1                 | 29 aprile 2025    |                    |
| Liguria                     | Imperia                         | Imperia                            | 27 gennaio 2022   | 19                | 29 aprile 2022    |                    |
| Liguria                     | Imperia                         | Sanremo                            | 28 gennaio 2022   | 6                 | 28 gennaio 2022   |                    |
| Liguria                     | Imperia                         | Ventimiglia                        | 27 gennaio 2022   | 3                 | 19 maggio 2025    |                    |
| Liguria                     | La Spezia                       | La Spezia                          | 29 gennaio 2024   | 13                | 5 dicembre 2024   |                    |
| Liguria                     | La Spezia                       | Vezzano Ligure                     | 8 febbraio 2019   | 1                 | 8 febbraio 2019   |                    |
| Liguria                     | Savona                          | Albenga                            | 29 aprile 2025    | 2                 | 29 aprile 2025    |                    |
| Liguria                     | Savona                          | Albisola Superiore                 | 4 febbraio 2025   | 2                 | 4 febbraio 2025   |                    |
| Liguria                     | Savona                          | CelleLigure                        | 27 gennaio 2023   | 1                 | 27 gennaio 2023   |                    |
| Liguria                     | Savona                          | Finale Ligure                      | 21 gennaio 2019   | 4                 | 21 gennaio 2019   |                    |
| Liguria                     | Savona                          | Laigueglia                         | 8 giugno 2022     | 1                 | 8 giugno 2022     |                    |
| Lombardia                   | Bergamo                         | Bergamo                            | 27 gennaio 2021   | 11                | 27 gennaio 2025   |                    |
| Lombardia                   | Bergamo                         | Almenno San Bartolomeo             | 26 gennaio 2025   | 2                 | 26 gennaio 2025   |                    |
| Lombardia                   | Bergamo                         | Ambivere                           | 15 gennaio 2023   | 8                 | 15 gennaio 2023   |                    |
| Lombardia                   | Bergamo                         | Berbenno                           | 16 febbraio 2025  | 2                 | 16 febbraio 2025  |                    |
| Lombardia                   | Bergamo                         | Brusaporto                         | 25 aprile 2023    | 1                 | 25 aprile 2023    |                    |
| Lombardia                   | Bergamo                         | Cornalba                           | 28 luglio 2024    | 1                 | 28 luglio 2024    |                    |
| Lombardia                   | Bergamo                         | Dalmine                            | 27 gennaio 2023   | 2                 | 27 gennaio 2023   |                    |
| Lombardia                   | Bergamo                         | Misano Gera d'Adda                 | 27 gennaio 2023   | 1                 | 27 gennaio 2023   |                    |
| Lombardia                   | Bergamo                         | Mozzo                              | 2 giugno 2025     | 2                 | 2 giugno 2025     |                    |
| Lombardia                   | Bergamo                         | Premolo                            | 17 gennaio 2016   | 1                 | 17 gennaio 2016   |                    |
| Lombardia                   | Bergamo                         | Ranica                             | 25 aprile 2022    | 2                 | 25 aprile 2024    |                    |
| Lombardia                   | Bergamo                         | Santa Brigida                      | 31 maggio 2025    | 1                 | 31 maggio 2025    |                    |
| Lombardia                   | Bergamo                         | Schilpario                         | 24 aprile 2022    | 4                 | 29 aprile 2023    |                    |
| Lombardia                   | Bergamo                         | Taleggio                           | 20 aprile 2024    | 1                 | 20 aprile 2024    |                    |
| Lombardia                   | Bergamo                         | Treviglio                          | 26 gennaio 2022   | 1                 | 26 gennaio 2022   |                    |
| Lombardia                   | Bergamo                         | Villa di Serio                     | 27 gennaio 2023   | 2                 | 27 gennaio 2023   |                    |
| Lombardia                   | Brescia                         | Adro                               | 12 gennaio 2015   | 1                 | 12 gennaio 2015   |                    |
| Lombardia                   | Brescia                         | Brescia                            | 23 novembre 2012  | 21                | 25 gennaio 2025   |                    |
| Lombardia                   | Brescia                         | Calvagese della Riviera            | 27 gennaio 2019   | 2                 | 27 gennaio 2019   |                    |
| Lombardia                   | Brescia                         | Cedegolo                           | 24 gennaio 2025   | 1                 | 24 gennaio 2025   |                    |
| Lombardia                   | Brescia                         | Cevo                               | 17 gennaio 2020   | 3                 | 17 gennaio 2020   |                    |
| Lombardia                   | Brescia                         | Collebeato                         | 23 novembre 2012  | 1                 | 23 novembre 2012  |                    |
| Lombardia                   | Brescia                         | Desenzano                          | 6 marzo 2022      | 2                 | 6 marzo 2022      |                    |
| Lombardia                   | Brescia                         | Gardone Riviera                    | 18 gennaio 2016   | 3                 | 20 gennaio 2018   |                    |
| Lombardia                   | Brescia                         | Gavardo                            | 12 gennaio 2015   | 2                 | 12 gennaio 2015   |                    |
| Lombardia                   | Brescia                         | Ghedi                              | 17 gennaio 2020   | 6                 | 17 gennaio 2020   |                    |
| Lombardia                   | Brescia                         | Marcheno                           | 20 gennaio 2025   | 4                 | 20 gennaio 2025   |                    |
| Lombardia                   | Brescia                         | Palazzolo sull'Oglio               | 18 gennaio 2016   | 10                | 18 gennaio 2016   |                    |
| Lombardia                   | Brescia                         | Salò                               | 18 gennaio 2016   | 1                 | 18 gennaio 2016   |                    |
| Lombardia                   | Brescia                         | Sarezzo                            | 11 gennaio 2014   | 6                 | 11 gennaio 2014   |                    |
| Lombardia                   | Brescia                         | Tignale                            | 27 gennaio 2020   | 1                 | 27 gennaio 2020   |                    |
| Lombardia                   | Brescia                         | Vobarno                            | 29 gennaio 2025   | 1                 | 29 gennaio 2025   |                    |
| Lombardia                   | Como                            | Appiano Gentile                    | 16 gennaio 2020   | 1                 | 16 gennaio 2020   |                    |
| Lombardia                   | Como                            | Como                               | 20 febbraio 2020  | 1                 | 20 febbraio 2020  |                    |
| Lombardia                   | Como                            | Inverigo                           | 8 febbraio 2025   | 1                 | 8 febbraio 2025   |                    |
| Lombardia                   | Como                            | Mariano Comense                    | 26 gennaio 2020   | 1                 | 26 gennaio 2020   |                    |
| Lombardia                   | Como                            | Uggiate Trevano                    | 26 gennaio 2025   | 1                 | 26 gennaio 2025   |                    |
| Lombardia                   | Cremona                         | Cremona                            | 12 gennaio 2023   | 18                | 12 gennaio 2023   |                    |
| Lombardia                   | Cremona                         | San Bassano                        | 12 marzo 2022     | 1                 | 12 marzo 2022     |                    |
| Lombardia                   | Lecco                           | Lecco                              | 27 gennaio 2019   | 6                 | 25 gennaio 2025   |                    |
| Lombardia                   | Lecco                           | Cassina Valsassina                 | 27 gennaio 2023   | 1                 | 27 gennaio 2023   |                    |
| Lombardia                   | Lecco                           | Olgiate Molgora                    | 25 aprile 2022    | 1                 | 25 aprile 2022    |                    |
| Lombardia                   | Lecco                           | Premana                            | 27 gennaio 2023   | 1                 | 27 gennaio 2023   |                    |
| Lombardia                   | Lodi                            | Lodi                               | 28 gennaio 2023   | 4                 | 27 gennaio 2024   |                    |
| Lombardia                   | Lodi                            | Casalpusterlengo                   | 9 novembre 2024   | 1                 | 9 novembre 2024   |                    |
| Lombardia                   | Lodi                            | Caselle Landi                      | 27 gennaio 2024   | 1                 | 27 gennaio 2024   |                    |
| Lombardia                   | Lodi                            | Codogno                            | 26 gennaio 2025   | 1                 | 26 gennaio 2025   |                    |
| Lombardia                   | Lodi                            | Sant'Angelo Lodigiano              | 16 gennaio 2017   | 1                 | 16 gennaio 2017   |                    |
| Lombardia                   | Mantova                         | Mantova                            | 10 gennaio 2020   | 12                | 23 aprile 2025    |                    |
| Lombardia                   | Mantova                         | Guidizzolo                         | 24 marzo 2024     | 1                 | 24 marzo 2024     |                    |
| Lombardia                   | Mantova                         | Rivarolo Mantovano                 | 24 gennaio 2024   | 1                 | 24 gennaio 2024   |                    |
| Lombardia                   | Mantova                         | Viadana                            | 25 gennaio 2023   | 1                 | 25 gennaio 2023   |                    |
| Lombardia                   | Milano                          | Cassano d'Adda                     | 27 gennaio 2022   | 9                 | 27 gennaio 2022   |                    |
| Lombardia                   | Milano                          | Cernusco sul Naviglio              | 16 gennaio 2020   | 2                 | 16 gennaio 2020   |                    |
| Lombardia                   | Milano                          | Cerro al Lambro                    | 26 gennaio 2020   | 1                 | 26 gennaio 2020   |                    |
| Lombardia                   | Milano                          | Cinisello Balsamo                  | 16 gennaio 2020   | 6                 | 6 marzo 2021      |                    |
| Lombardia                   | Milano                          | Cologno Monzese                    | 25 aprile 2021    | 1                 | 25 aprile 2021    |                    |
| Lombardia                   | Milano                          | Corbetta                           | 23 aprile 2023    | 1                 | 23 aprile 2023    |                    |
| Lombardia                   | Milano                          | Cornaredo                          | 6 febbraio 2021   | 2                 | 6 febbraio 2021   |                    |
| Lombardia                   | Milano                          | Corsico                            | 21 aprile 2023    | 1                 | 21 aprile 2023    |                    |
| Lombardia                   | Milano                          | Gessate                            | 25 aprile 2023    | 4                 | 25 aprile 2023    |                    |
| Lombardia                   | Milano                          | Legnano                            | 10 gennaio 2022   | 12                | 17 aprile 2023    |                    |
| Lombardia                   | Milano                          | Melzo                              | 21 aprile 2024    | 1                 | 21 aprile 2024    |                    |
| Lombardia                   | Milano                          | Milano                             | 19 gennaio 2017   | 243               | 13 marzo 2025     |                    |
| Lombardia                   | Milano                          | Pessano con Bornago                | 26 gennaio 2025   | 3                 | 26 gennaio 2025   |                    |
| Lombardia                   | Milano                          | Rho                                | 2 febbraio 2021   | 9                 | 27 gennaio 2022   |                    |
| Lombardia                   | Milano                          | San Giuliano Milanese              | 27 gennaio 2024   | 2                 | 27 gennaio 2024   |                    |
| Lombardia                   | Milano                          | Sesto San Giovanni                 | 16 gennaio 2023   | 48                | 15 febbraio 2025  |                    |
| Lombardia                   | Milano                          | Settala                            | 11 maggio 2023    | 1                 | 11 maggio 2023    |                    |
| Lombardia                   | Milano                          | Vignate                            | 1 febbraio 2025   | 1                 | 1 febbraio 2025   |                    |
| Lombardia                   | Monza e Brianza                 | Agrate Brianza                     | 26 gennaio 2024   | 3                 | 27 gennaio 2025   |                    |
| Lombardia                   | Monza e Brianza                 | Aicurzio                           | 9 febbraio 2022   | 1                 | 9 febbraio 2022   |                    |
| Lombardia                   | Monza e Brianza                 | Albiate                            | 30 gennaio 2022   | 2                 | 27 gennaio 2024   |                    |
| Lombardia                   | Monza e Brianza                 | Arcore                             | 25 aprile 2022    | 3                 | 27 gennaio 2024   |                    |
| Lombardia                   | Monza e Brianza                 | Barlassina                         | 5 febbraio 2022   | 2                 | 27 gennaio 2024   |                    |
| Lombardia                   | Monza e Brianza                 | Bellusco                           | 27 gennaio 2022   | 1                 | 27 gennaio 2022   |                    |
| Lombardia                   | Monza e Brianza                 | Bernareggio                        | 26 gennaio 2020   | 3                 | 29 gennaio 2023   |                    |
| Lombardia                   | Monza e Brianza                 | Besana in Brianza                  | 27 gennaio 2024   | 2                 | 27 gennaio 2025   |                    |
| Lombardia                   | Monza e Brianza                 | Biassono                           | 27 gennaio 2024   | 2                 | 25 gennaio 2025   |                    |
| Lombardia                   | Monza e Brianza                 | Bovisio Masciago                   | 27 gennaio 2020   | 4                 | 27 gennaio 2025   |                    |
| Lombardia                   | Monza e Brianza                 | Briosco                            | 27 gennaio 2020   | 2                 | 26 gennaio 2022   |                    |
| Lombardia                   | Monza e Brianza                 | Brugherio                          | 19 gennaio 2020   | 5                 | 25 gennaio 2025   |                    |
| Lombardia                   | Monza e Brianza                 | Carate Brianza                     | 27 gennaio 2022   | 2                 | 27 gennaio 2023   |                    |
| Lombardia                   | Monza e Brianza                 | Carnate                            | 27 gennaio 2024   | 2                 | 27 gennaio 2024   |                    |
| Lombardia                   | Monza e Brianza                 | Cavenago di Brianza                | 27 gennaio 2025   | 1                 | 27 gennaio 2025   |                    |
| Lombardia                   | Monza e Brianza                 | Ceriano Laghetto                   | 9 febbraio 2024   | 1                 | 9 febbraio 2024   |                    |
| Lombardia                   | Monza e Brianza                 | Cesano Maderno                     | 26 gennaio 2019   | 7                 | 25 gennaio 2025   |                    |
| Lombardia                   | Monza e Brianza                 | Cogliate                           | 25 gennaio 2020   | 3                 | 3 febbraio 2024   |                    |
| Lombardia                   | Monza e Brianza                 | Concorezzo                         | 10 aprile 2024    | 1                 | 10 aprile 2024    |                    |
| Lombardia                   | Monza e Brianza                 | Cornate d'Adda                     | 27 gennaio 2024   | 1                 | 27 gennaio 2024   |                    |
| Lombardia                   | Monza e Brianza                 | Correzzana                         | 25 marzo 2024     | 1                 | 25 marzo 2024     |                    |
| Lombardia                   | Monza e Brianza                 | Desio                              | 26 gennaio 2020   | 6                 | 26 gennaio 2025   |                    |
| Lombardia                   | Monza e Brianza                 | Giussano                           | 27 gennaio 2022   | 3                 | 27 gennaio 2025   |                    |
| Lombardia                   | Monza e Brianza                 | Lentate sul Seveso                 | 27 gennaio 2022   | 4                 | 27 gennaio 2025   |                    |
| Lombardia                   | Monza e Brianza                 | Limbiate                           | 24 gennaio 2020   | 2                 | 8 maggio 2022     |                    |
| Lombardia                   | Monza e Brianza                 | Lissone                            | 26 gennaio 2019   | 6                 | 27 gennaio 2025   |                    |
| Lombardia                   | Monza e Brianza                 | Macherio                           | 27 gennaio 2025   | 1                 | 27 gennaio 2025   |                    |
| Lombardia                   | Monza e Brianza                 | Meda                               | 27 gennaio 2020   | 7                 | 27 gennaio 2025   |                    |
| Lombardia                   | Monza e Brianza                 | Monza                              | 16 gennaio 2020   | 19                | 27 gennaio 2025   |                    |
| Lombardia                   | Monza e Brianza                 | Muggiò                             | 26 gennaio 2019   | 12                | 27 gennaio 2024   |                    |
| Lombardia                   | Monza e Brianza                 | Nova Milanese                      | 27 gennaio 2020   | 3                 | 27 gennaio 2023   |                    |
| Lombardia                   | Monza e Brianza                 | Ornago                             | 27 gennaio 2022   | 3                 | 27 gennaio 2025   |                    |
| Lombardia                   | Monza e Brianza                 | Seregno                            | 26 gennaio 2019   | 10                | 1 febbraio 2025   |                    |
| Lombardia                   | Monza e Brianza                 | Seveso                             | 26 gennaio 2024   | 2                 | 27 gennaio 2025   |                    |
| Lombardia                   | Monza e Brianza                 | Sovico                             | 24 gennaio 2020   | 1                 | 24 gennaio 2020   |                    |
| Lombardia                   | Monza e Brianza                 | Sulbiate                           | 26 gennaio 2020   | 1                 | 26 gennaio 2020   |                    |
| Lombardia                   | Monza e Brianza                 | Triuggio                           | 29 gennaio 2022   | 4                 | 25 gennaio 2025   |                    |
| Lombardia                   | Monza e Brianza                 | Varedo                             | 26 gennaio 2024   | 2                 | 12 febbraio 2025  |                    |
| Lombardia                   | Monza e Brianza                 | Vedano al Lambro                   | 28 gennaio 2023   | 3                 | 28 gennaio 2024   |                    |
| Lombardia                   | Monza e Brianza                 | Veduggio con Colzano               | 27 gennaio 2024   | 2                 | 27 gennaio 2024   |                    |
| Lombardia                   | Monza e Brianza                 | Verano Brianza                     | 26 gennaio 2020   | 4                 | 27 gennaio 2025   |                    |
| Lombardia                   | Monza e Brianza                 | Villasanta                         | 1 febbraio 2020   | 3                 | 2 gennaio 2023    |                    |
| Lombardia                   | Monza e Brianza                 | Vimercate                          | 5 maggio 2022     | 2                 | 6 maggio 2024     |                    |
| Lombardia                   | Pavia                           | Belgioioso                         | 14 gennaio 2020   | 4                 | 14 gennaio 2020   |                    |
| Lombardia                   | Pavia                           | Broni                              | 19 gennaio 2018   | 1                 | 19 gennaio 2018   |                    |
| Lombardia                   | Pavia                           | Chignolo Po                        | 22 marzo 2024     | 1                 | 22 marzo 2024     |                    |
| Lombardia                   | Pavia                           | Cilavegna                          | 19 gennaio 2019   | 2                 | 3 marzo 2024      |                    |
| Lombardia                   | Pavia                           | Gambolò                            | 27 gennaio 2020   | 2                 | 8 settembre 2022  |                    |
| Lombardia                   | Pavia                           | Garlasco                           | 24 gennaio 2019   | 2                 | 24 gennaio 2019   |                    |
| Lombardia                   | Pavia                           | Gravellona Lomellina               | 19 gennaio 2019   | 1                 | 19 gennaio 2019   |                    |
| Lombardia                   | Pavia                           | Landriano                          | 23 gennaio 2019   | 4                 | 27 gennaio 2024   |                    |
| Lombardia                   | Pavia                           | Langosco                           | 22 maggio 2022    | 1                 | 22 maggio 2022    |                    |
| Lombardia                   | Pavia                           | Lardirago                          | 26 gennaio 2024   | 1                 | 26 gennaio 2024   |                    |
| Lombardia                   | Pavia                           | Lomello                            | 27 gennaio 2022   | 2                 | 27 gennaio 2022   |                    |
| Lombardia                   | Pavia                           | Mede                               | 24 gennaio 2020   | 1                 | 24 gennaio 2020   |                    |
| Lombardia                   | Pavia                           | Montù Beccaria                     | 5 maggio 2022     | 1                 | 5 maggio 2022     |                    |
| Lombardia                   | Pavia                           | Mortara                            | 28 gennaio 2020   | 1                 | 28 gennaio 2020   |                    |
| Lombardia                   | Pavia                           | Pavia                              | 18 gennaio 2018   | 9                 | 12 marzo 2025     |                    |
| Lombardia                   | Pavia                           | Pieve Albignola                    | 7 maggio 2021     | 2                 | 7 maggio 2021     |                    |
| Lombardia                   | Pavia                           | Redavalle                          | 27 gennaio 2024   | 1                 | 27 gennaio 2024   |                    |
| Lombardia                   | Pavia                           | Robbio                             | 28 gennaio 2022   | 1                 | 28 gennaio 2022   |                    |
| Lombardia                   | Pavia                           | Sannazzaro de' Burgondi            | 24 aprile 2025    | 1                 | 24 aprile 2025    |                    |
| Lombardia                   | Pavia                           | Santa Cristina e Bissone           | 20 gennaio 2019   | 1                 | 20 gennaio 2019   |                    |
| Lombardia                   | Pavia                           | Sartirana Lomellina                | 27 gennaio 2022   | 1                 | 27 gennaio 2022   |                    |
| Lombardia                   | Pavia                           | Stradella                          | 3 maggio 2024     | 1                 | 3 maggio 2024     |                    |
| Lombardia                   | Pavia                           | Travacò Siccomario                 | 23 gennaio 2019   | 1                 | 23 gennaio 2019   |                    |
| Lombardia                   | Pavia                           | Val di Nizza                       | 13 aprile 2025    | 1                 | 13 aprile 2025    |                    |
| Lombardia                   | Pavia                           | Varzi                              | 14 gennaio 2018   | 6                 | 27 marzo 2025     |                    |
| Lombardia                   | Pavia                           | Vigevano                           | 19 gennaio 2018   | 6                 | 23 settembre 2023 |                    |
| Lombardia                   | Pavia                           | Voghera                            | 23 gennaio 2019   | 2                 | 22 aprile 2025    |                    |
| Lombardia                   | Varese                          | Busto Arsizio                      | 5 maggio 2023     | 7                 | 28 gennaio 2025   |                    |
| Lombardia                   | Varese                          | Cunardo                            | 22 aprile 2022    | 1                 | 22 aprile 2022    |                    |
| Lombardia                   | Varese                          | Duno                               | 10 marzo 2024     | 1                 | 10 marzo 2024     |                    |
| Lombardia                   | Varese                          | Fagnano Olona                      | 2 giugno 2021     | 4                 | 2 giugno 2021     |                    |
| Lombardia                   | Varese                          | Gallarate                          | 23 aprile 2022    | 2                 | 28 maggio 2022    |                    |
| Lombardia                   | Varese                          | Induno Olona                       | 9 aprile 2022     | 2                 | 9 aprile 2022     |                    |
| Lombardia                   | Varese                          | Lonate Pozzolo                     | 17 marzo 2024     | 1                 | 17 marzo 2024     |                    |
| Lombardia                   | Varese                          | Luino                              | 28 aprile 2022    | 5                 | 28 aprile 2022    |                    |
| Lombardia                   | Varese                          | Mesenzana                          | 29 aprile 2022    | 1                 | 29 aprile 2022    |                    |
| Lombardia                   | Varese                          | Samarate                           | 27 gennaio 2023   | 1                 | 27 gennaio 2023   |                    |
| Lombardia                   | Varese                          | Saronno                            | 26 gennaio 2019   | 2                 | 26 gennaio 2020   |                    |
| Lombardia                   | Varese                          | Sesto Calende                      | 27 gennaio 2023   | 4                 | 27 gennaio 2023   |                    |
| Lombardia                   | Varese                          | Solbiate Olona                     | 27 gennaio 2022   | 2                 | 27 gennaio 2022   |                    |
| Lombardia                   | Varese                          | Somma Lombardo                     | 28 gennaio 2023   | 4                 | 28 gennaio 2023   |                    |
| Lombardia                   | Varese                          | Tradate                            | 19 gennaio 2017   | 3                 | 19 gennaio 2017   |                    |
| Lombardia                   | Varese                          | Venegono Inferiore                 | 2 febbraio 2025   | 5                 | 2 febbraio 2025   |                    |
| Lombardia                   | Varese                          | Venegono Superiore                 | 2 febbraio 2025   | 4                 | 2 febbraio 2025   |                    |
| Lombardia                   | Varese                          | Vergiate                           | 12 aprile 2025    | 1                 | 12 aprile 2025    |                    |
| Lombardia                   | Varese                          | Viggiù                             | 23 aprile 2024    | 1                 | 23 aprile 2024    |                    |
| Lombardia                   | Varese                          | Varese                             | 27 gennaio 2023   | 4                 | 27 gennaio 2023   |                    |
| Lombardia                   | Sondrio                         | Tirano                             | 17 maggio 2025    | 1                 | 17 maggio 2025    |                    |
| Lombardia                   | Sondrio                         | Montagna in Valtellina             | 17 maggio 2025    | 1                 | 17 maggio 2025    |                    |
| Marche                      | Ancona                          | Ancona                             | 12 gennaio 2017   | 27                | 27 gennaio 2024   |                    |
| Marche                      | Ancona                          | Jesi                               | 27 gennaio 2020   | 1                 | 27 gennaio 2020   |                    |
| Marche                      | Ancona                          | Osimo                              | 29 gennaio 2020   | 2                 | 15 febbraio 2025  |                    |
| Marche                      | Ancona                          | Ostra Vetere                       | 12 gennaio 2017   | 1                 | 12 gennaio 2017   |                    |
| Marche                      | Fermo                           | Montottone                         | 8 dicembre 2022   | 1                 | 8 dicembre 2022   |                    |
| Marche                      | Macerata                        | San Severino Marche                | 27 gennaio 2024   | 1                 | 27 gennaio 2024   |                    |
| Molise                      | Campobasso                      | Campobasso                         | 29 settembre 2023 | 1                 | 29 settembre 2023 |                    |
| Molise                      | Campobasso                      | Ururi                              | 25 aprile 2024    | 1                 | 25 aprile 2024    |                    |
| Piemonte                    | Alessandria                     | Acqui Terme                        | 15 gennaio 2018   | 11                | 15 gennaio 2018   |                    |
| Piemonte                    | Alessandria                     | Alessandria                        | 14 gennaio 2018   | 7                 | 14 gennaio 2018   |                    |
| Piemonte                    | Alessandria                     | Casale Monferrato                  | 17 gennaio 2016   | 8                 | 27 gennaio 2021   |                    |
| Piemonte                    | Alessandria                     | Mornese                            | 2 giugno 2022     | 12                | 2 giugno 2022     |                    |
| Piemonte                    | Alessandria                     | Novi Ligure                        | 15 gennaio 2018   | 1                 | 15 gennaio 2018   |                    |
| Piemonte                    | Alessandria                     | Serravalle Scrivia                 | 11 gennaio 2024   | 3                 | 11 gennaio 2024   |                    |
| Piemonte                    | Asti                            | Calamandrana                       | 28 gennaio 2024   | 1                 | 28 gennaio 2024   |                    |
| Piemonte                    | Asti                            | Moncalvo                           | 26 gennaio 2020   | 4                 | 26 gennaio 2020   |                    |
| Piemonte                    | Biella                          | Cerrione                           | 2 giugno 2025     | 1                 | 2 giugno 2025     |                    |
| Piemonte                    | Cuneo                           | Cuneo                              | 28 gennaio 2022   | 1                 | 28 gennaio 2022   |                    |
| Piemonte                    | Cuneo                           | Dronero                            | 13 gennaio 2020   | 5                 | 13 gennaio 2020   |                    |
| Piemonte                    | Cuneo                           | Mondovì                            | 1 febbraio 2025   | 1                 | 1 febbraio 2025   |                    |
| Piemonte                    | Cuneo                           | Piasco                             | 16 gennaio 2018   | 1                 | 16 gennaio 2018   |                    |
| Piemonte                    | Novara                          | Arona                              | 15 settembre 2022 | 9                 | 16 settembre 2024 |                    |
| Piemonte                    | Novara                          | Meina                              | 10 gennaio 2015   | 17                | 30 agosto 2015    |                    |
| Piemonte                    | Novara                          | Novara                             | 23 gennaio 2022   | 2                 | 23 gennaio 2022   |                    |
| Piemonte                    | Novara                          | Orta San Giulio                    | 15 settembre 2023 | 2                 | 15 settembre 2023 |                    |
| Piemonte                    | Torino                          | Avigliana                          | 18 gennaio 2017   | 3                 | 18 gennaio 2017   |                    |
| Piemonte                    | Torino                          | Castellamonte                      | 25 aprile 2022    | 3                 | 25 aprile 2022    |                    |
| Piemonte                    | Torino                          | Chivasso                           | 30 aprile 2021    | 2                 | 27 gennaio 2022   |                    |
| Piemonte                    | Torino                          | Coazze                             | 17 gennaio 2018   | 1                 | 17 gennaio 2018   |                    |
| Piemonte                    | Torino                          | Collegno                           | 16 gennaio 2018   | 2                 | 26 gennaio 2019   |                    |
| Piemonte                    | Torino                          | Condove                            | 17 gennaio 2018   | 1                 | 17 gennaio 2018   |                    |
| Piemonte                    | Torino                          | Ivrea                              | 17 gennaio 2018   | 3                 | 17 gennaio 2018   |                    |
| Piemonte                    | Torino                          | Lanzo Torinese                     | 17 gennaio 2018   | 1                 | 17 gennaio 2018   |                    |
| Piemonte                    | Torino                          | Moncalieri                         | 18 gennaio 2017   | 2                 | 16 gennaio 2018   |                    |
| Piemonte                    | Torino                          | Nole                               | 21 maggio 2022    | 3                 | 21 maggio 2022    |                    |
| Piemonte                    | Torino                          | Orbassano                          | 27 gennaio 2023   | 1                 | 27 gennaio 2023   |                    |
| Piemonte                    | Torino                          | Pinerolo                           | 16 gennaio 2018   | 1                 | 16 gennaio 2018   |                    |
| Piemonte                    | Torino                          | Roure                              | 25 gennaio 2025   | 1                 | 25 gennaio 2025   |                    |
| Piemonte                    | Torino                          | San Mauro Torinese                 | 30 gennaio 2021   | 2                 | 30 gennaio 2021   |                    |
| Piemonte                    | Torino                          | Settimo Torinese                   | 27 gennaio 2022   | 2                 | 27 gennaio 2022   |                    |
| Piemonte                    | Torino                          | Torino                             | 11 gennaio 2015   | 159               | 23 gennaio 2025   |                    |
| Piemonte                    | Torino                          | Torre Pelice                       | 21 aprile 2023    | 1                 | 21 aprile 2023    |                    |
| Piemonte                    | Torino                          | Venaria Reale                      | 27 gennaio 2022   | 5                 | 27 gennaio 2022   |                    |
| Piemonte                    | Torino                          | Vinovo                             | 28 gennaio 2022   | 1                 | 28 gennaio 2022   |                    |
| Piemonte                    | Verbano-Cusio-Ossola            | Baveno                             | 2 febbraio 2024   | 14                | 2 febbraio 2024   |                    |
| Piemonte                    | Verbano-Cusio-Ossola            | Stresa                             | 17 gennaio 2016   | 1                 | 17 gennaio 2016   |                    |
| Piemonte                    | Vercelli                        | Vercelli                           | 27 gennaio 2023   | 7                 | 9 novembre 2023   |                    |
| Puglia                      | Brindisi                        | Ostuni                             | 10 gennaio 2016   | 1                 | 10 gennaio 2016   |                    |
| Puglia                      | Foggia                          | San Severo                         | 27 gennaio 2022   | 3                 | 27 gennaio 2022   |                    |
| Puglia                      | Lecce                           | Copertino                          | 8 gennaio 2018    | 7                 | 13 gennaio 2019   |                    |
| Puglia                      | Lecce                           | Leverano                           | 27 gennaio 2024   | 4                 | 27 gennaio 2024   |                    |
| Puglia                      | Lecce                           | Miggiano                           | 27 gennaio 2024   | 10                | 27 gennaio 2024   |                    |
| Puglia                      | Lecce                           | Monteroni di Lecce                 | 13 gennaio 2019   | 3                 | 13 gennaio 2019   |                    |
| Puglia                      | Lecce                           | Novoli                             | 23 marzo 2024     | 6                 | 23 marzo 2024     |                    |
| Puglia                      | Lecce                           | Taurisano                          | 28 gennaio 2024   | 4                 | 28 gennaio 2024   |                    |
| Puglia                      | Taranto                         | Avetrana                           | 29 gennaio 2024   | 3                 | 29 gennaio 2024   |                    |
| Puglia                      | Taranto                         | Taranto                            | 28 gennaio 2021   | 1                 | 28 gennaio 2021   |                    |
| Sardegna                    | Cagliari                        | Burcei                             | 15 marzo 2023     | 1                 | 15 marzo 2023     |                    |
| Sardegna                    | Cagliari                        | Sestu                              | 27 gennaio 2023   | 1                 | 27 gennaio 2023   |                    |
| Sardegna                    | Oristano                        | San Vero Milis                     | 27 gennaio 2022   | 1                 | 27 gennaio 2022   |                    |
| Sardegna                    | Sassari                         | Sassari                            | 26 gennaio 2021   | 1                 | 26 gennaio 2021   |                    |
| Sardegna                    | Sulcis Iglesiano                | Iglesias                           | 27 gennaio 2025   | 1                 | 27gennaio 2025    |                    |
| Sardegna                    | Sulcis Iglesiano                | Suelli                             | 24 aprile 2025    | 1                 | 24 aprile 2025    |                    |
| Sicilia                     | Caltanissetta                   | Caltanissetta                      | 27 gennaio 2022   | 6                 | 27 gennaio 2022   |                    |
| Sicilia                     | Catania                         | Caltagirone                        | 27 gennaio 2024   | 6                 | 27 gennaio 2024   |                    |
| Sicilia                     | Palermo                         | Geraci Siculo                      | 7 aprile 2019     | 1                 | 7 aprile 2019     |                    |
| Sicilia                     | Palermo                         | Palermo                            | 22 gennaio 2020   | 2                 | 22 gennaio 2020   |                    |
| Sicilia                     | Siracusa                        | Avola                              | 25 aprile 2025    | 1                 | 25 aprile 2025    |                    |
| Sicilia                     | Trapani                         | Marsala                            | 27 gennaio 2025   | 1                 | 27 gennaio 2025   |                    |
| Toscana                     | Arezzo                          | Cortona                            | 27 gennaio 2025   | 1                 | 27 gennaio 2025   |                    |
| Toscana                     | Firenze                         | Bagno a Ripoli                     | 23 marzo 2022     | 2                 | 23 marzo 2022     |                    |
| Toscana                     | Firenze                         | Capraia e Limite                   | 31 maggio 2022    | 11                | 31 maggio 2022    |                    |
| Toscana                     | Firenze                         | Cerreto Guidi                      | 8 marzo 2022      | 9                 | 9 marzo 2022      |                    |
| Toscana                     | Firenze                         | Empoli                             | 27 gennaio 2022   | 42                | 28 aprile 2023    |                    |
| Toscana                     | Firenze                         | Figline e Incisa Valdarno          | 27 gennaio 2022   | 3                 | 27 gennaio 2022   |                    |
| Toscana                     | Firenze                         | Firenze                            | 9 gennaio 2020    | 137               | 22 gennaio 2025   |                    |
| Toscana                     | Firenze                         | Fucecchio                          | 8 marzo 2022      | 7                 | 8 marzo 2022      |                    |
| Toscana                     | Firenze                         | Montelupo Fiorentino               | 27 gennaio 2022   | 21                | 8 marzo 2022      |                    |
| Toscana                     | Firenze                         | San Casciano in Val di Pesa        | 10 gennaio 2018   | 2                 | 10 gennaio 2018   |                    |
| Toscana                     | Firenze                         | Vinci                              | 8 marzo 2022      | 8                 | 8 marzo 2022      |                    |
| Toscana                     | Grosseto                        | Grosseto                           | 13 gennaio 2017   | 3                 | 13 gennaio 2017   |                    |
| Toscana                     | Grosseto                        | Magliano in Toscana                | 9 gennaio 2018    | 1                 | 9 gennaio 2018    |                    |
| Toscana                     | Livorno                         | Livorno                            | 17 gennaio 2013   | 32                | 28 gennaio 2025   |                    |
| Toscana                     | Lucca                           | Lucca                              | 18 gennaio 2019   | 6                 | 27 gennaio 2022   |                    |
| Toscana                     | Lucca                           | Viareggio                          | 26 gennaio 2024   | 2                 | 26 gennaio 2024   |                    |
| Toscana                     | Pisa                            | Pisa                               | 13 gennaio 2017   | 4                 | 13 gennaio 2017   |                    |
| Toscana                     | Pistoia                         | Lamporecchio                       | 15 maggio 2022    | 4                 | 15 maggio 2022    |                    |
| Toscana                     | Pistoia                         | Larciano                           | 27 gennaio 2025   | 2                 | 27 gennaio 2025   |                    |
| Toscana                     | Pistoia                         | Montecatini Terme                  | 27 gennaio 2022   | 5                 | 27 gennaio 2022   |                    |
| Toscana                     | Prato                           | Prato                              | 16 gennaio 2013   | 40                | 15 gennaio 2014   |                    |
| Toscana                     | Siena                           | Castellina in Chianti              | 14 gennaio 2025   | 2                 | 14 gennaio 2025   |                    |
| Toscana                     | Siena                           | Siena                              | 8 gennaio 2015    | 9                 | 14 gennaio 2025   |                    |
| Toscana                     | Siena                           | Sinalunga                          | 17 gennaio 2019   | 1                 | 17 gennaio 2019   |                    |
| Trentino-Alto Adige         | Bolzano                         | Bolzano                            | 15 gennaio 2015   | 21                | 27 gennaio 2024   |                    |
| Trentino-Alto Adige         | Bolzano                         | Merano                             | 19 maggio 2012    | 33                | 20 maggio 2012    |                    |
| Trentino-Alto Adige         | Bolzano                         | Ora                                | 29 gennaio 2022   | 2                 | 29 gennaio 2022   |                    |
| Trentino-Alto Adige         | Trento                          | Moena                              | 28 gennaio 2025   | 1                 | 28 gennaio 2025   |                    |
| Trentino-Alto Adige         | Trento                          | Predaia                            | 22 aprile 2025    | 1                 | 22 aprile 2025    |                    |
| Trentino-Alto Adige         | Trento                          | Riva del Garda                     | 16 gennaio 2023   | 8                 | 24 gennaio 2023   |                    |
| Trentino-Alto Adige         | Trento                          | Sfruz                              | 22 aprile 2025    | 1                 | 22 aprile 2025    |                    |
| Trentino-Alto Adige         | Trento                          | Trento                             | 22 ottobre 2021   | 2                 | 22 ottobre 2021   |                    |
| Umbria                      | Perugia                         | Perugia                            | 27 gennaio 2024   | 1                 | 27 gennaio 2024   |                    |
| Umbria                      | Perugia                         | Foligno                            | 3 febbraio 2024   | 8                 | 3 febbraio 2024   |                    |
| Valle d'Aosta               | Aosta                           | Aosta                              | 26 gennaio 2022   | 1                 | 26 gennaio 2022   |                    |
| Veneto                      | Belluno                         | Quero                              | 28 marzo 2025     | 1                 | 28 marzo 2025     |                    |
| Veneto                      | Padova                          | Abano Terme                        | 6 marzo 2024      | 4                 | 6 marzo 2024      |                    |
| Veneto                      | Padova                          | Bovolenta                          | 21 gennaio 2018   | 2                 | 21 gennaio 2018   |                    |
| Veneto                      | Padova                          | Padova                             | 13 gennaio 2015   | 38                | 27 gennaio 2025   |                    |
| Veneto                      | Padova                          | San Pietro in Gu                   | 20 aprile 2024    | 1                 | 20 aprile 2024    |                    |
| Veneto                      | Rovigo                          | Costa di Rovigo                    | 19 gennaio 2016   | 6                 | 19 gennaio 2016   |                    |
| Veneto                      | Rovigo                          | Fiesso Umbertiano                  | 29 gennaio 2025   | 3                 | 29 gennaio 2025   |                    |
| Veneto                      | Rovigo                          | Lendinara                          | 25 aprile 2024    | 1                 | 25 aprile 2024    |                    |
| Veneto                      | Rovigo                          | Rovigo                             | 27 gennaio 2022   | 1                 | 27 gennaio 2022   |                    |
| Veneto                      | Treviso                         | Mogliano Veneto                    | 30 gennaio 2024   | 4                 | 30 gennaio 2024   |                    |
| Veneto                      | Treviso                         | Pieve di Soligo                    | 14 gennaio 2024   | 4                 | 14 gennaio 2024   |                    |
| Veneto                      | Treviso                         | Susegana                           | 14 gennaio 2024   | 5                 | 14 gennaio 2024   |                    |
| Veneto                      | Treviso                         | Treviso                            | 28 gennaio 2023   | 4                 | 28 gennaio 2023   |                    |
| Veneto                      | Treviso                         | Vittorio Veneto                    | 16 aprile 2025    | 2                 | 16 aprile 2025    |                    |
| Veneto                      | Venezia                         | Chioggia                           | 28 gennaio 2019   | 5                 | 24 aprile 2021    |                    |
| Veneto                      | Venezia                         | Mirano                             | 19 gennaio 2017   | 2                 | 19 gennaio 2017   |                    |
| Veneto                      | Venezia                         | Venezia                            | 12 gennaio 2014   | 197               | 20 gennaio 2025   |                    |
| Veneto                      | Verona                          | Dolcè                              | 25 gennaio 2024   | 1                 | 25 gennaio 2024   |                    |
| Veneto                      | Verona                          | Isola della Scala                  | 31 maggio 2021    | 8                 | 31 maggio 2021    |                    |
| Veneto                      | Verona                          | Peri di Dolcè                      | 22 maggio 2023    | 2                 | 22 maggio 2023    |                    |
| Veneto                      | Verona                          | Sommacampagna                      | marzo 2024        | 13                | marzo 2024        |                    |
| Veneto                      | Verona                          | Trevenzuolo                        | 31 maggio 2021    | 1                 | 31 maggio 2021    |                    |
| Veneto                      | Verona                          | Verona                             | 15 maggio 2022    | 4                 | 3 febbraio 2025   |                    |
| Veneto                      | Verona                          | Villa Bartolomea                   | 1 dicembre 2023   | 12                | 1 dicembre 2023   |                    |
| Veneto                      | Vicenza                         | Santorso                           | 25 aprile 2024    | 1                 | 25 aprile 2024    |                    |
| Veneto                      | Vicenza                         | Vicenza                            | 25 giugno 2021    | 9                 | 25 gennaio 2025   |                    |
| Aggiornato al 4 agosto 2025 |                                 |                                    |                   |                   |                   |                    |